# Закон Бугера — Ламберта — Бера

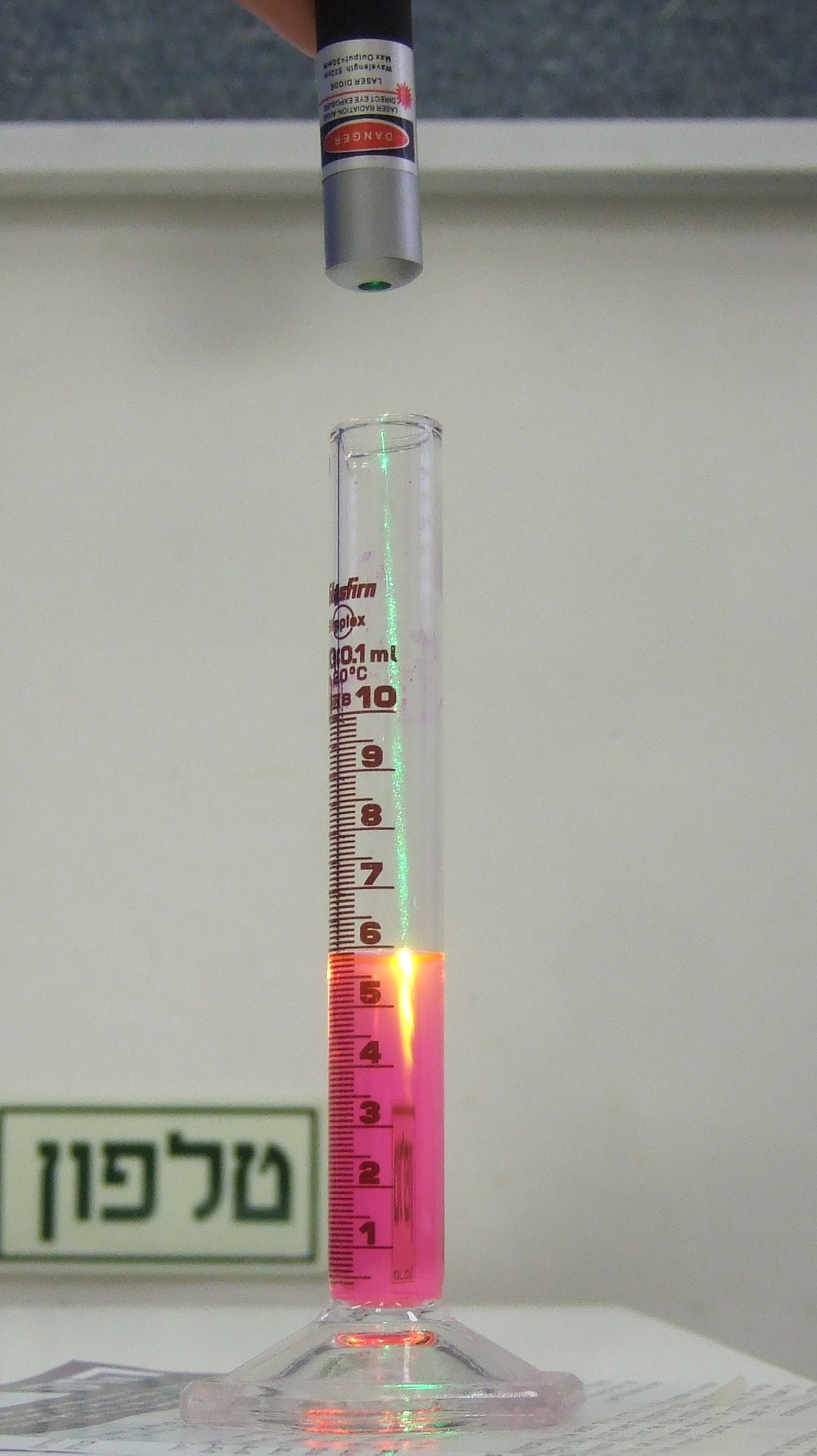
Ілюстрація зменшення інтенсивності світла в рідині. Розсіяне світло від зеленого променя лазера зменшується з глибиною.

Закон Бугера — Ламберта — Бера — закон експоненційного зменшення інтенсивності світла в середовищі в залежності від його товщини:
{\displaystyle \mathrm {I=I_{0}e^{-\alpha x}} },
де I — інтенсивність світла на глибині x матеріалу, I0 — інтенсивність світла на поверхні, α — показник поглинання.
Абсорбанс (A) пучка монохроматичного випромінення в гомогенному ізотропному середовищі є пропорційним до довжини абсорбційного шляху (l) та концентрації (с) (в газовій фазі — до тиску) абсорбуючих частинок:
A= ε c l,
де константа ε — молярний коефіцієнт абсорбції (дм3моль-1см-1).
Закон носить назву, пов'язану з іменами німецьких фізиків Августа Бера, Йоганна Ламберта та французького астронома П'єра Бугера.